# 프랭크 스탤론
프랭크 스탤론 주니어(영어: Frank Stallone Jr., 1950년 7월 30일 ~ )은 미국의 배우이자 가수이다.

## 목소리 출연작
- 트랜스포머 로봇 인 디스가이즈 - 썬더후프